# Tombor Olga
Tombor Olga, Tombor Olga Janka (Nagykároly, 1894. június 11. – 1935. augusztus 1. után) színésznő, operett primadonna.

## Életútja
Tombor Aladár és Konkoly Thege Emília leánya. Felsőbb iskoláit Székesfehérvárott végezte, ugyanitt lépett a színipályára, Szalkai Lajosnál. Igazgatói: dr. Márffy Károly (Északmagyarországi színikerület), Kiss Árpád (Szatmár), Balla Kálmán (Sopron) voltak. Három évig tagja volt az újpesti Blaha Lujza Színháznak, öt évig a budapesti Jókai Színkörnek, két évig a Műszinkörnek, ahol mint primadonna és drámai hősnő aratta sorozatos sikereit. Kedvenc szerepei: János vitéz, Antónia, Névtelen asszony, stb. 1918. április 18-án Újpesten férjhez ment dr. Bertalan István ügyvédhez (szül. 1888. nov. 13.), de továbbra is működött a színpadon.